# Иододигерман
Иододигерман — неорганическое соединение, 
иодпроизводное дигермана с формулой Ge2H5I,
бесцветное твёрдое вещество.

## Получение
- Иодирование дигермана:

{\displaystyle {\mathsf {Ge_{2}H_{6}+I_{2}\ {\xrightarrow {-64^{o}C}}\ Ge_{2}H_{5}I+HI}}}

## Физические свойства
Иододигерман образует бесцветное твёрдое вещество, очень неустойчиво, возгоняется в высоком вакууме с разложением при 0°С.
Плавится при ≈-17°С, в жидком состоянии быстро желтеет с выделением GeH4.

## Применение
- Реагент при синтезе других дигерманпроизводных.